# Estación de Cartagena AM
Cartagena Ancho Métrico (también denominada como Cartagena AM o Cartagena-Plaza Bastarreche) es una estación de ferrocarril de carácter terminal situada en la ciudad española de Cartagena (Región de Murcia). Cuenta con servicios de cercanías operados por Renfe Cercanías AM.

## Situación ferroviaria
Las instalaciones ferroviarias se encuentran situadas en el punto kilométrico 0,0 de la línea férrea de ancho métrico Cartagena-Los Nietos. El tramo es de vía única sin electrificar.

## Historia
El origen de la estación está en la segunda mitad del siglo XIX, cuando se construyó la línea de ancho métrico entre Cartagena y La Unión por iniciativa de la empresa The Carthagena & Herrerías Steam Tramway Company Ltd., siendo inaugurada el 14 de octubre de 1874. En 1904 se habilitó un ramal de enlace de 1 km entre esta estación y la red de MZA en Cartagena, aunque en la actualidad está cortado y lo usa la estación de ancho ibérico para estacionamiento y apartado de trenes.

La estación pasó a manos de Explotación de Ferrocarriles por el Estado (EFE) el 26 de febrero de 1939, situación que se mantuvo hasta 1964, cuando las instalaciones fueron transferidas a Ferrocarriles Españoles de Vía Estrecha (FEVE), que acometió en 1972 la adaptación de la línea desde su ancho de vía de 1.067 mm original a 1.000 mm, unificando la línea con el resto de su red.

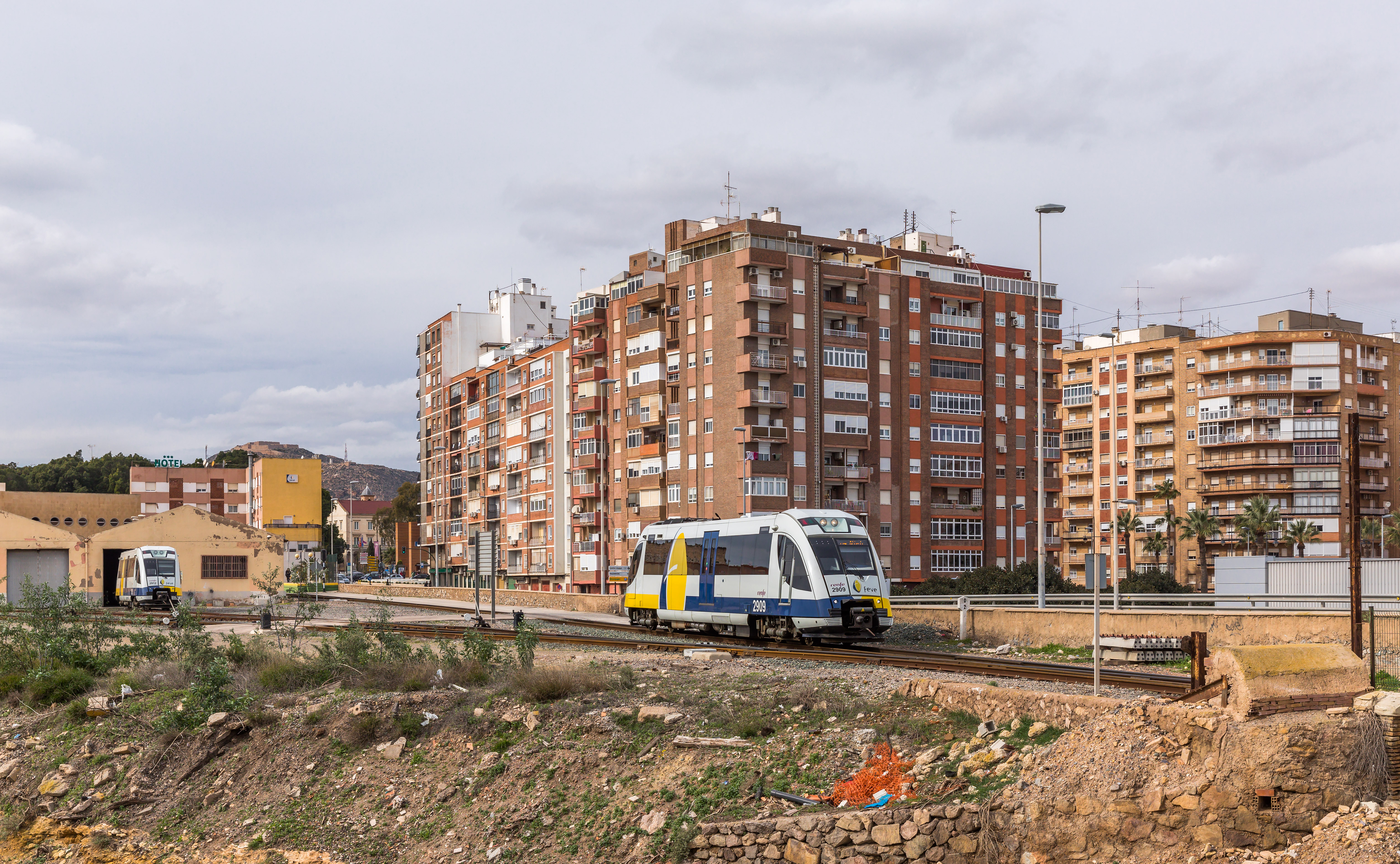
Tren de la Serie 2900 de FEVE abandonando la estación hacia Los Nietos en 2017.

El 1 de enero de 2013, se disolvió la empresa Feve en un intento del gobierno por unificar vía ancha y estrecha, encomendándose la titularidad de las instalaciones ferroviarias a Adif y la explotación de los servicios ferroviarios a Renfe Operadora, distinguiéndose la división comercial de Renfe Cercanías AM para los servicios de pasajeros y de Renfe Mercancías para los servicios de mercancías.

## Servicios ferroviarios

### Cercanías
Forma parte de la línea C-4f Cartagena - La Unión - Los Nietos de Cercanías Murcia/Alicante, siendo una de sus terminales.